# Torn (album)
Torn – siódmy album studyjny szwedzkiego zespołu Evergrey.

## Lista utworów
1. "Broken Wings" - 4:42
2. "Soaked" - 4:58
3. "Fear" - 4:15
4. "When Kingdoms Fall" - 5:32
5. "In Confidence" - 4:03
6. "Fail" - 4:50
7. "Numb" - 5:17
8. "Torn" - 4:43
9. "Nothing Is Erased" - 4:40
10. "Still Walk Alone" - 4:43
11. "These Scars" - 5:51
12. "Caught In a Lie" - 5:46 (dodatkowy utwór na limitowanej edycji)

## Twórcy

### Zespół
- Tom S. Englund – śpiew, gitara
- Henrik Danhage – gitara
- Michael Håkansson – gitara basowa
- Jonas Ekdahl – instrumenty perkusyjne
- Rikard Zander – instrumenty klawiszowe

### Goście
- Carina Englund – śpiew (żeński)

## Pozycje na listach
| Lista   | Kraj    | Pozycja |
| ------- | ------- | ------- |
| Top 60  | Szwecja | 4       |
| Top 200 | Francja | 185     |